# Pierre Guillaume Frédéric Le Play
Pierre Guillaume Frédéric Le Play (La Rivière-Saint-Sauveur, 1806. április 11. – Párizs, 1882. április 5.) francia mérnök, szociológus, közigazgatási statisztikus, társadalomtudós. A konzervatív társadalomfilozófia atyja.

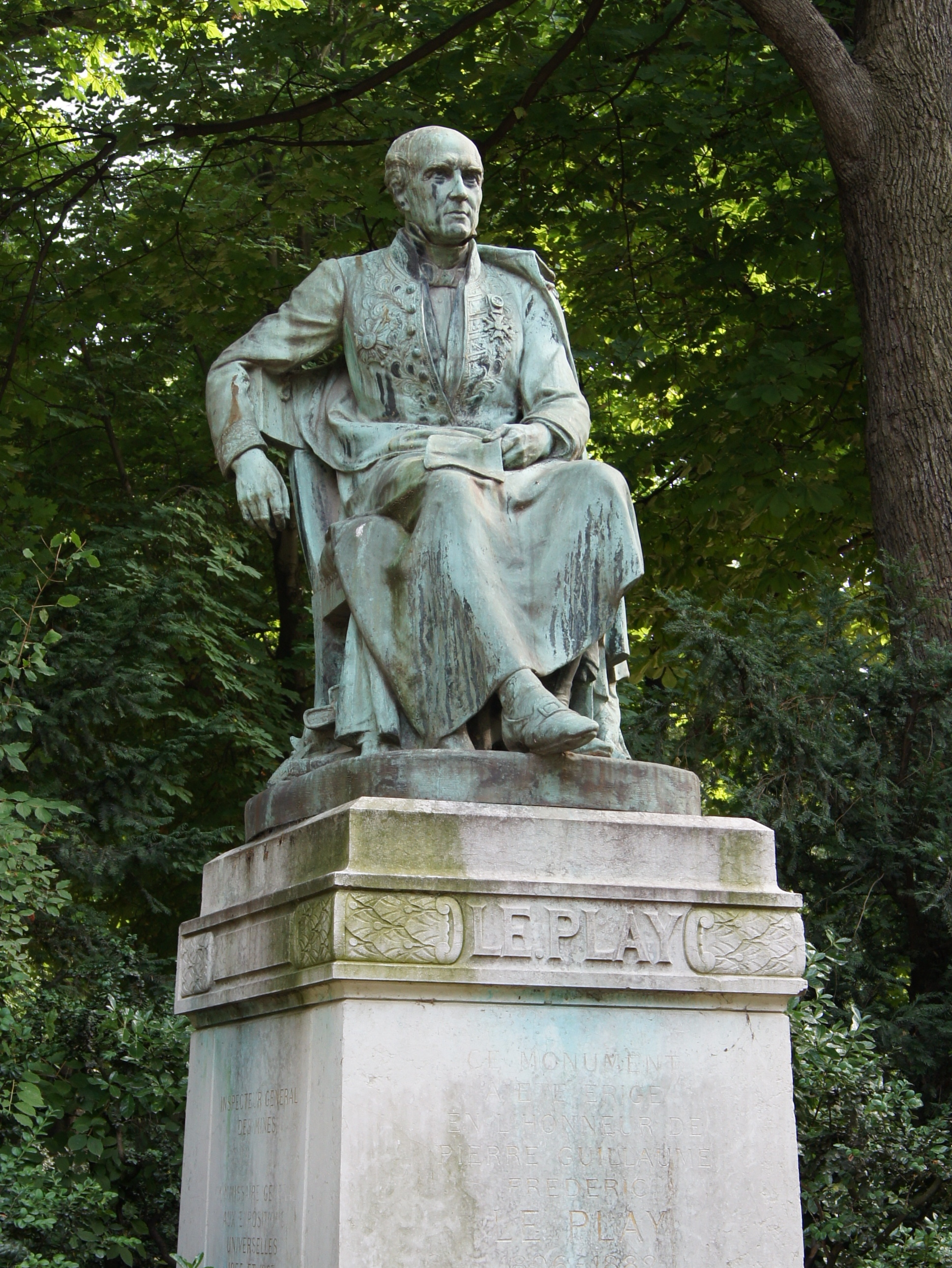
Frédéric Le Play szobra a Luxembourg-kertben

## Élete
Hivatását tekintve bányamérnök, Saint-Simon tanítványa és szenátor volt. A politikai katolicizmus tanait hirdette, nézetei Apponyi Albert és Károlyi Sándor gróf révén terjedtek el Magyarországon. A tudományos szociológia megteremtőjének tekintik. Az önkéntes társulások híve volt, s a családok megerősítésében vélte felfedezni a társadalom fejlődésének legfőbb mozgatórugóját, ugyanakkor nem ellenezte a szabad versenyt sem. Írásai az 1870-es évek második felében jelentek meg.
A magyarországi szociológiai kutatásokat az 1846-ban hazánkban járt francia katolikus szociológus, Le Play indította meg. Feldolgozta Hatvan társadalmi rétegződését, és leírta egy öttagú hatvani jobbágycsalád életviszonyait. Műve 1850-ben jelent meg magyarul, Horváth Mihály szerkesztésében, de az alkalmazott módszerek fejlettsége ellenére a történelmi körülmények miatt nem volt hatással a magyar tudományos életre. Az ok részben a társadalomtudományi érdeklődés általános visszaesése volt a szabadságharc bukását követően, részben Le Play „romantikus antikapitalista" moralizálása, amellyel a 19. század végén és a 20. század elején sem vállalnak közösséget a kibontakozó magyar szociológia művelői. Szemléletükben nem hozzá, hanem a társadalompolitikai írások szerzőihez kötődtek.

## Magyarul
- A munkásviszonyok reformja; ford., bev. Geőcze Sarolta, átnézte Wilder Ödön; Akadémia, Bp., 1903 (A Magyar Tudományos Akadémia Könyvkiadóvállalata U. F.)